# Darabos Iván
Darabos Iván  (Kakucs, 1911. augusztus 3.. – Budapest, 1983. január 14.) magyar kommunista  politikus. 

## Életpályája
Édesapja, Darabos János, szobrász volt. Iván eredetileg gipszszobrásznak tanult, segédlevelet szerzett. Ezután  elvégezte az Iparművészeti Iskolát. 1939-ben önálló kiállítása volt a Műcsarnokban.
1942-ben belépett  az MSZDP-be, majd 1945-ben az MKP-ba. Hivatásos pártmunkás lett Pestszentlőrincen, majd 1947-től ugyanott az MKP titkára. Elvégezte az MKP hat hónapos pártiskoláján. Ezt követően a Szatmár vármegyei, majd a Zala vármegyei pártbizottságnál dolgozott. 1953 és 1956 között ő volt a Népköztársaság Elnöki Tanácsának titkára, 1956-ban népművelési miniszterhelyettes. 1956. novembertől 1957. januárig (rangidősként) irányította a Népművelési Minisztériumot. 1957 elején súlyos autóbaleset érte. 1957 és 1962 között az MSZMP Zala megyei Bizottságának első titkára, majd  1962-től az MSZMP Központi Bizottsága Tudományos és Kulturális Osztályának vezetője volt nyugalomba vonulásáig, 1965-ig. 1957 és 1959 között az MSZMP KB póttagja, 1959 és 1965 között az MSZMP KB tagja. 1949 és 1967 között országgyűlési képviselő volt.
53 éves korában, betegségére hivatkozva, visszavonult a közélettől.

## Művei
- Darabos Iván: A pártmunka stílusáról — Zala megyei tapasztalatok —. [2]